# Barnabás Peák
Barnabás Peák (29 november 1998) is een Hongaars wielrenner die anno 2025 rijdt bij ATT Investments.

## Carrière
Als junior won Peák in 2016 zowel de tijdrit als de wegwedstrijd tijdens de nationale kampioenschappen. Later dat jaar won hij het bergklassement in de GP Général Patton en nam hij deel aan zowel het Europese als het wereldkampioenschap. Op het Europese kampioenschap werd hij zevende in de tijdrit en achtste in de wegwedstrijd. Een maand later streed hij op het wereldkampioenschap niet mee om de ereplaatsen.
In 2017 behaalde Peák zijn eerste overwinning bij de eliterenners door Belgrado-Banja Luka I op zijn naam te schrijven. In 2018 werd hij zowel Hongaars kampioen op de weg als in de individuele tijdrit. Hij liep dat jaar stage bij Quick-Step Floors maar kreeg er geen contract aangeboden.
In 2019 reed Peák voor het Nederlandse SEG Racing Academy.

## Overwinningen
2016
 Hongaars kampioen tijdrijden, Junioren
 Hongaars kampioen op de weg, Junioren
Bergklassement GP Général Patton
2017
Belgrado-Banja Luka I
2018
 Hongaars kampioen tijdrijden, Elite
 Hongaars kampioen op de weg, Elite
2019
5e etappe Ronde van Normandië
2024
 Hongaars kampioen tijdrijden, Elite

## Resultaten in voornaamste wedstrijden
| Jaar | Ronde van Italië | Ronde van Frankrijk | Ronde van Spanje |
| ---- | ---------------- | ------------------- | ---------------- |
| 2020 |                  |                     |                  |
| 2021 |                  |                     |                  |
| 2022 | 110e             |                     |                  |

| Jaar | Gent-Wevelgem | Parijs-Roubaix | Luik-Bast.‑Luik | Waalse Pijl |  | WK op de weg |
| ---- | ------------- | -------------- | --------------- | ----------- |  | ------------ |
| 2020 | opgave        |                | 98e             | opgave      |  |              |
| 2021 |               | opgave         |                 | 139e        |  | opgave       |
| 2022 |               |                |                 |             |  |              |

## Ploegen
- 2018 –  Quick-Step Floors (stagiair, per 01-08)
- 2019 –  SEG Racing Academy
- 2020 –  Mitchelton-Scott
- 2021 –  Team BikeExchange
- 2022 –  Intermarché-Wanty-Gobert Matériaux
- 2023 –  Human Powered Health
- 2024 –  Adria Mobil
- 2025 –  ATT Investments

Affini · Albasini · Bauer · Bewley · Bookwalter · Chaves · Durbridge · Edmondson · Grmay · Groves · Haig · Hamilton · Hepburn · Howson · Impey · Juul-Jensen · Konysjev · Meyer · Mezgec · Nieve · Peák · Schultz · Scotson · Smith · Stannard · A. Yates · S. Yates · Zejts
Bauer · Bewley · Bookwalter · Chaves · Colleoni · Durbridge · Edmondson · Grmay · Groves · Hamilton · Hepburn · Howson · Jansen · Juul-Jensen · Kangert · Konysjev · Matthews · Meyer · Mezgec · Nieve · Peák · Schultz · Scotson · Smith · Stannard · Yates · Zejts · Choon (stagiair) · O'Brien (stagiair)
Bakelants · Bystrøm · Claeys · De Gendt · Delacroix · Devriendt · Girmay · Goossens · Hermans · Hirt · Huys · Johansen · Kristoff · Meintjes · Page · Pasqualon · Peák · Petilli · Petit · Planckaert ·  Pozzovivo(vanaf 14/2) · Rota · Taaramäe · Thijssen · van der Hoorn · van Kessel · Van Melsen · van Poppel · Vliegen · Zimmermann · De Pooter (stagiair) · Mihkels (stagiair)
Aasvold · Aniołkowski · Banaszek · Bassett · Chrétien · Coté · de Vos · Double · Gibson · Greenberg · Haga · Hecht · Jensen · Joyce · Krul · Lemmen · McGill · Peák · Perry · Schönberger · Svestad-Bårdseng · Van Hoecke · Weemaes